# Lijst van planetoïden 87101-87200
| Naam             | Voorlopige naamgeving | Datum ontdekking | Locatie ontdekking | Ontdekker       |
| ---------------- | --------------------- | ---------------- | ------------------ | --------------- |
| (87101) -        | 2000 LD17             | 4 juni 2000      | Socorro            | LINEAR          |
| (87102) -        | 2000 LT17             | 8 juni 2000      | Socorro            | LINEAR          |
| (87103) -        | 2000 LX17             | 8 juni 2000      | Socorro            | LINEAR          |
| (87104) -        | 2000 LH18             | 8 juni 2000      | Socorro            | LINEAR          |
| (87105) -        | 2000 LX18             | 8 juni 2000      | Socorro            | LINEAR          |
| (87106) -        | 2000 LZ18             | 8 juni 2000      | Socorro            | LINEAR          |
| (87107) -        | 2000 LD20             | 8 juni 2000      | Socorro            | LINEAR          |
| (87108) -        | 2000 LU20             | 8 juni 2000      | Socorro            | LINEAR          |
| (87109) -        | 2000 LA21             | 8 juni 2000      | Socorro            | LINEAR          |
| (87110) -        | 2000 LW21             | 8 juni 2000      | Socorro            | LINEAR          |
| (87111) -        | 2000 LJ23             | 3 juni 2000      | Anderson Mesa      | LONEOS          |
| (87112) -        | 2000 LB25             | 1 juni 2000      | Socorro            | LINEAR          |
| (87113) -        | 2000 LN25             | 7 juni 2000      | Socorro            | LINEAR          |
| (87114) -        | 2000 LS27             | 6 juni 2000      | Anderson Mesa      | LONEOS          |
| (87115) -        | 2000 LR28             | 9 juni 2000      | Anderson Mesa      | LONEOS          |
| (87116) -        | 2000 LQ30             | 9 juni 2000      | Anderson Mesa      | LONEOS          |
| (87117) -        | 2000 LJ32             | 5 juni 2000      | Anderson Mesa      | LONEOS          |
| (87118) -        | 2000 LB34             | 3 juni 2000      | Haleakala          | NEAT            |
| (87119) -        | 2000 LC34             | 3 juni 2000      | Kitt Peak          | Spacewatch      |
| (87120) -        | 2000 LO34             | 3 juni 2000      | Anderson Mesa      | LONEOS          |
| (87121) -        | 2000 LG35             | 1 juni 2000      | Haleakala          | NEAT            |
| (87122) -        | 2000 LB36             | 1 juni 2000      | Haleakala          | NEAT            |
| (87123) -        | 2000 MO1              | 25 juni 2000     | Farpoint           | Farpoint        |
| (87124) -        | 2000 MQ1              | 26 juni 2000     | Reedy Creek        | J. Broughton    |
| (87125) -        | 2000 MS1              | 25 juni 2000     | Prescott           | P. G. Comba     |
| (87126) -        | 2000 MF4              | 24 juni 2000     | Socorro            | LINEAR          |
| (87127) -        | 2000 MM4              | 25 juni 2000     | Socorro            | LINEAR          |
| (87128) -        | 2000 MR4              | 25 juni 2000     | Socorro            | LINEAR          |
| (87129) -        | 2000 MB5              | 26 juni 2000     | Socorro            | LINEAR          |
| (87130) -        | 2000 NE               | 1 juli 2000      | Prescott           | P. G. Comba     |
| (87131) -        | 2000 NU1              | 4 juli 2000      | Kitt Peak          | Spacewatch      |
| (87132) -        | 2000 NO4              | 3 juli 2000      | Kitt Peak          | Spacewatch      |
| (87133) -        | 2000 NY4              | 7 juli 2000      | Socorro            | LINEAR          |
| (87134) -        | 2000 NS5              | 8 juli 2000      | Socorro            | LINEAR          |
| (87135) -        | 2000 NU5              | 8 juli 2000      | Socorro            | LINEAR          |
| (87136) -        | 2000 NU6              | 4 juli 2000      | Kitt Peak          | Spacewatch      |
| (87137) -        | 2000 ND8              | 5 juli 2000      | Kitt Peak          | Spacewatch      |
| (87138) -        | 2000 NA11             | 10 juli 2000     | Valinhos           | P. R. Holvorcem |
| (87139) -        | 2000 ND12             | 5 juli 2000      | Anderson Mesa      | LONEOS          |
| (87140) -        | 2000 NZ12             | 5 juli 2000      | Anderson Mesa      | LONEOS          |
| (87141) -        | 2000 ND13             | 5 juli 2000      | Anderson Mesa      | LONEOS          |
| (87142) Delsanti | 2000 NL13             | 5 juli 2000      | Anderson Mesa      | LONEOS          |
| (87143) -        | 2000 NQ14             | 5 juli 2000      | Anderson Mesa      | LONEOS          |
| (87144) -        | 2000 NT14             | 5 juli 2000      | Anderson Mesa      | LONEOS          |
| (87145) -        | 2000 NC15             | 5 juli 2000      | Anderson Mesa      | LONEOS          |
| (87146) -        | 2000 NG16             | 5 juli 2000      | Anderson Mesa      | LONEOS          |
| (87147) -        | 2000 NM16             | 5 juli 2000      | Anderson Mesa      | LONEOS          |
| (87148) -        | 2000 NH17             | 5 juli 2000      | Anderson Mesa      | LONEOS          |
| (87149) -        | 2000 NS18             | 5 juli 2000      | Anderson Mesa      | LONEOS          |
| (87150) -        | 2000 NW18             | 5 juli 2000      | Anderson Mesa      | LONEOS          |
| (87151) -        | 2000 NZ18             | 5 juli 2000      | Anderson Mesa      | LONEOS          |
| (87152) -        | 2000 NF20             | 6 juli 2000      | Kitt Peak          | Spacewatch      |
| (87153) -        | 2000 NR20             | 6 juli 2000      | Kitt Peak          | Spacewatch      |
| (87154) -        | 2000 NB21             | 6 juli 2000      | Anderson Mesa      | LONEOS          |
| (87155) -        | 2000 NF21             | 7 juli 2000      | Anderson Mesa      | LONEOS          |
| (87156) -        | 2000 NM21             | 7 juli 2000      | Socorro            | LINEAR          |
| (87157) -        | 2000 NK22             | 7 juli 2000      | Anderson Mesa      | LONEOS          |
| (87158) -        | 2000 NP22             | 7 juli 2000      | Anderson Mesa      | LONEOS          |
| (87159) -        | 2000 NH23             | 5 juli 2000      | Kitt Peak          | Spacewatch      |
| (87160) -        | 2000 NK24             | 4 juli 2000      | Anderson Mesa      | LONEOS          |
| (87161) -        | 2000 NY24             | 4 juli 2000      | Anderson Mesa      | LONEOS          |
| (87162) -        | 2000 NM25             | 4 juli 2000      | Anderson Mesa      | LONEOS          |
| (87163) -        | 2000 NN25             | 4 juli 2000      | Anderson Mesa      | LONEOS          |
| (87164) -        | 2000 NU25             | 4 juli 2000      | Anderson Mesa      | LONEOS          |
| (87165) -        | 2000 NF27             | 4 juli 2000      | Anderson Mesa      | LONEOS          |
| (87166) -        | 2000 NL28             | 3 juli 2000      | Socorro            | LINEAR          |
| (87167) -        | 2000 NQ28             | 2 juli 2000      | Kitt Peak          | Spacewatch      |
| (87168) -        | 2000 OW               | 24 juli 2000     | Reedy Creek        | J. Broughton    |
| (87169) -        | 2000 OP2              | 27 juli 2000     | Črni Vrh           | Črni Vrh        |
| (87170) -        | 2000 OS3              | 24 juli 2000     | Socorro            | LINEAR          |
| (87171) -        | 2000 OP4              | 24 juli 2000     | Socorro            | LINEAR          |
| (87172) -        | 2000 OR4              | 24 juli 2000     | Socorro            | LINEAR          |
| (87173) -        | 2000 OE5              | 24 juli 2000     | Socorro            | LINEAR          |
| (87174) -        | 2000 OF5              | 24 juli 2000     | Socorro            | LINEAR          |
| (87175) -        | 2000 OY5              | 24 juli 2000     | Socorro            | LINEAR          |
| (87176) -        | 2000 OZ5              | 24 juli 2000     | Socorro            | LINEAR          |
| (87177) -        | 2000 OJ6              | 29 juli 2000     | Socorro            | LINEAR          |
| (87178) -        | 2000 OZ6              | 28 juli 2000     | Črni Vrh           | Črni Vrh        |
| (87179) -        | 2000 ON7              | 30 juli 2000     | Socorro            | LINEAR          |
| (87180) -        | 2000 OT7              | 24 juli 2000     | Socorro            | LINEAR          |
| (87181) -        | 2000 OC8              | 30 juli 2000     | Socorro            | LINEAR          |
| (87182) -        | 2000 OB9              | 31 juli 2000     | Socorro            | LINEAR          |
| (87183) -        | 2000 OX9              | 23 juli 2000     | Socorro            | LINEAR          |
| (87184) -        | 2000 OC10             | 23 juli 2000     | Socorro            | LINEAR          |
| (87185) -        | 2000 OP12             | 23 juli 2000     | Socorro            | LINEAR          |
| (87186) -        | 2000 OG13             | 23 juli 2000     | Socorro            | LINEAR          |
| (87187) -        | 2000 OQ13             | 23 juli 2000     | Socorro            | LINEAR          |
| (87188) -        | 2000 OL14             | 23 juli 2000     | Socorro            | LINEAR          |
| (87189) -        | 2000 OM14             | 23 juli 2000     | Socorro            | LINEAR          |
| (87190) -        | 2000 OR14             | 23 juli 2000     | Socorro            | LINEAR          |
| (87191) -        | 2000 OM15             | 23 juli 2000     | Socorro            | LINEAR          |
| (87192) -        | 2000 OG17             | 23 juli 2000     | Socorro            | LINEAR          |
| (87193) -        | 2000 OS17             | 23 juli 2000     | Socorro            | LINEAR          |
| (87194) -        | 2000 OK18             | 23 juli 2000     | Socorro            | LINEAR          |
| (87195) -        | 2000 OW18             | 23 juli 2000     | Socorro            | LINEAR          |
| (87196) -        | 2000 OG20             | 30 juli 2000     | Socorro            | LINEAR          |
| (87197) -        | 2000 OE22             | 30 juli 2000     | Socorro            | LINEAR          |
| (87198) -        | 2000 OQ22             | 31 juli 2000     | Socorro            | LINEAR          |
| (87199) -        | 2000 OD24             | 23 juli 2000     | Socorro            | LINEAR          |
| (87200) -        | 2000 OV24             | 23 juli 2000     | Socorro            | LINEAR          |